# Лилия однобратственная
Ли́лия однобра́тственная, или грузи́нская (лат. Lílium monadélphum) — вид однодольных цветковых растений, входящий в семейство Лилейные (Liliaceae). Включена в подрод Martagon рода Лилия (Lilium).

## Ботаническое описание
Многолетнее травянистое растение, достигающее 1—1,8 м в высоту. Стебель жёсткий, зелёный, покрытый малозаметным беловатым войлочным опушением. Луковица крупная, продолговатая, сиреневатая, острочешуйчатая.
Листья в числе до 40, сидячие, линейно-ланцетовидные, в нижней части растения горизонтальные, прицветные — более короткие, приподнятые.
Цветки с запахом, до 12 см в диаметре, повислые, собраны по 6—20 или более в рыхлые кистевидные соцветия. Доли околоцветника толстые, сильно отгибающиеся назад, золотисто-жёлтые, иногда с фиолетовым оттенком, часто, но не всегда, покрытые мелкими тёмно-фиолетовыми пятнышками. Тычинки зелёные, с оранжевым или жёлто-зелёным пыльником.
Плод — яйцевидная коробочка.

## Распространение и использование
Лилия однобратственная в дикой природе произрастает на Кавказе и в Передней Азии, в северном Иране.
Этот вид лилий широко выращивается в качестве декоративного растения. Известна также садовая форма Lédebouri, отличающаяся от типовой менее высоким побегом с бо́льшим количеством узких листьев и более узкими листочками околоцветника.

## Классификация

### Таксономия
Вид Лилия однобратственная входит в род Лилия (Lilium) семейства Лилейные (Liliaceae) порядка Лилиецветные (Liliales).
Нередко объединяется с видами Lilium armenum (Miscz. ex Grossh.) Manden., 1941 и Lilium szovitsianum Fisch. & Avé-Lall., 1840 [syn.  Lilium colchicum Steven ex Ledeb., 1852].
|  |                                      |  |                                                               |                                                               |                    |  | ещё 9 семейств (согласно Системе APG III) | ещё 9 семейств (согласно Системе APG III) |                            |  |  |  | ещё более 110 видов |
|  |                                      |  |                                                               |                                                               |                    |  | ещё 9 семейств (согласно Системе APG III) | ещё 9 семейств (согласно Системе APG III) |                            |  |  |  | ещё более 110 видов |
|  |                                      |  |                                                               | порядок Лилиецветные                                          |                    |  |                                           |                                           | род Лилия                  |  |  |  |                     |
|  |                                      |  |                                                               | порядок Лилиецветные                                          |                    |  |                                           |                                           | род Лилия                  |  |  |  |                     |
|  | отдел Цветковые, или Покрытосеменные |  |                                                               |                                                               | семейство Лилейные |  |                                           |                                           | вид Лилия однобратственная |  |  |  |                     |
|  | отдел Цветковые, или Покрытосеменные |  |                                                               |                                                               | семейство Лилейные |  |                                           |                                           |                            |  |  |  |                     |
|  |                                      |  | ещё 58 порядков цветковых растений (согласно Системе APG III) | ещё 58 порядков цветковых растений (согласно Системе APG III) |                    |  |                                           | ещё 16 родов                              | ещё 16 родов               |  |  |  |                     |
|  |                                      |  |                                                               | ещё 58 порядков цветковых растений (согласно Системе APG III) |                    |  |                                           |                                           | ещё 16 родов               |  |  |  |                     |

### Синонимы
- Lilium georgicum Manden., 1942
- Lilium loddigesianum Schult. & Schult.f., 1829